# Melanargia caeca
Melanargia caeca är en fjärilsart som beskrevs av Otto Staudinger och Hans Rebel 1901. Melanargia caeca ingår i släktet Melanargia och familjen praktfjärilar. Inga underarter finns listade i Catalogue of Life.